# Elbersreuth
Elbersreuth is een dorp in de gemeente Presseck in de Landkreis Kulmbach in de deelstaat Beieren in Duitsland.
Het achtervoegsel -reuth (z. T. van -rut [e]) als onderdeel van plaatsnamen is een plek die is gebouwd op een open bosgebied. Daarna gaat het met de plaatsnamen van een zogenaamde clearing naam. Nauw verwant zijn de achtervoegsels -rath,-staaf, -roda en -rode. 

## Afbeeldingen van Elbersreuth

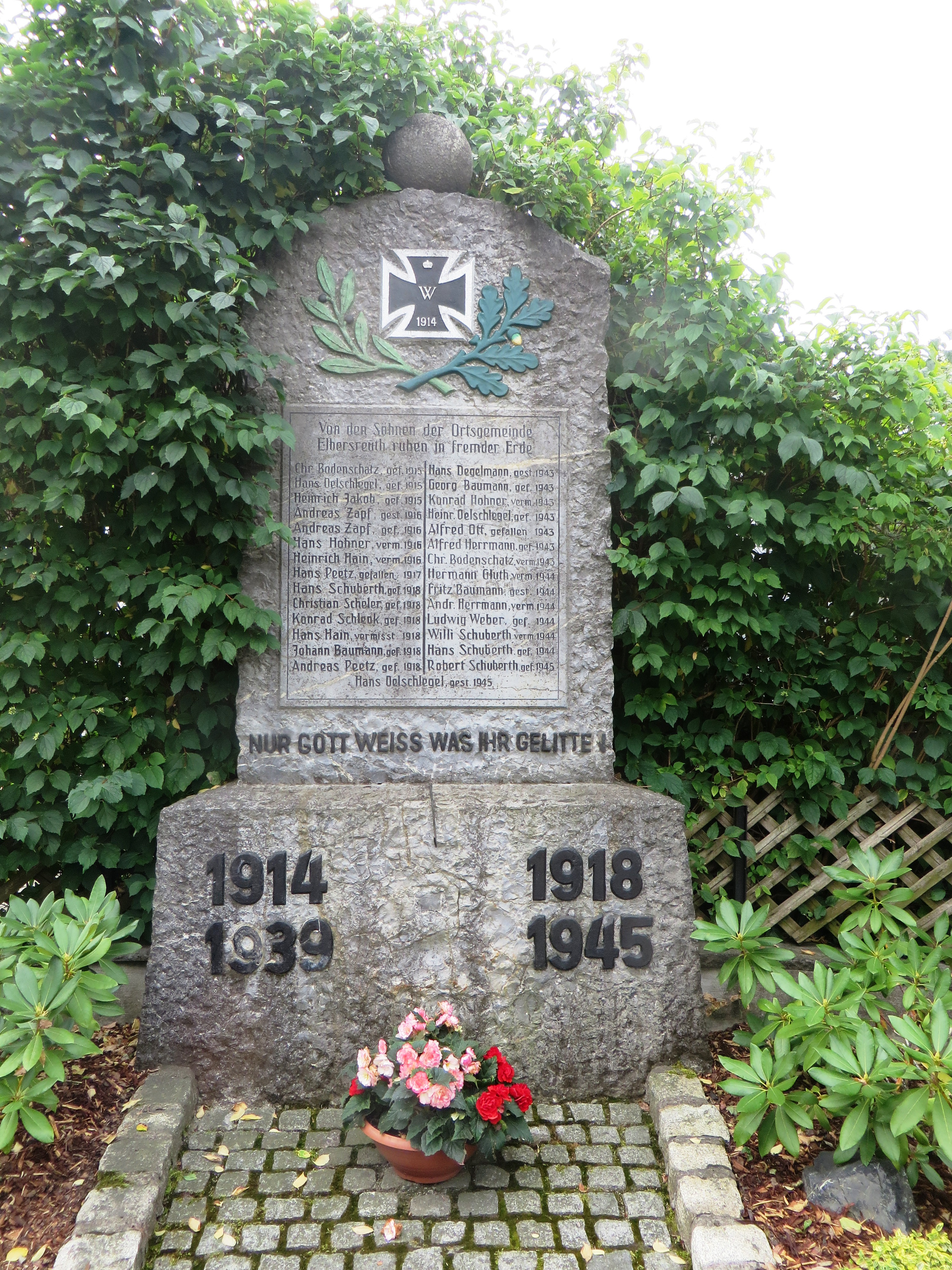
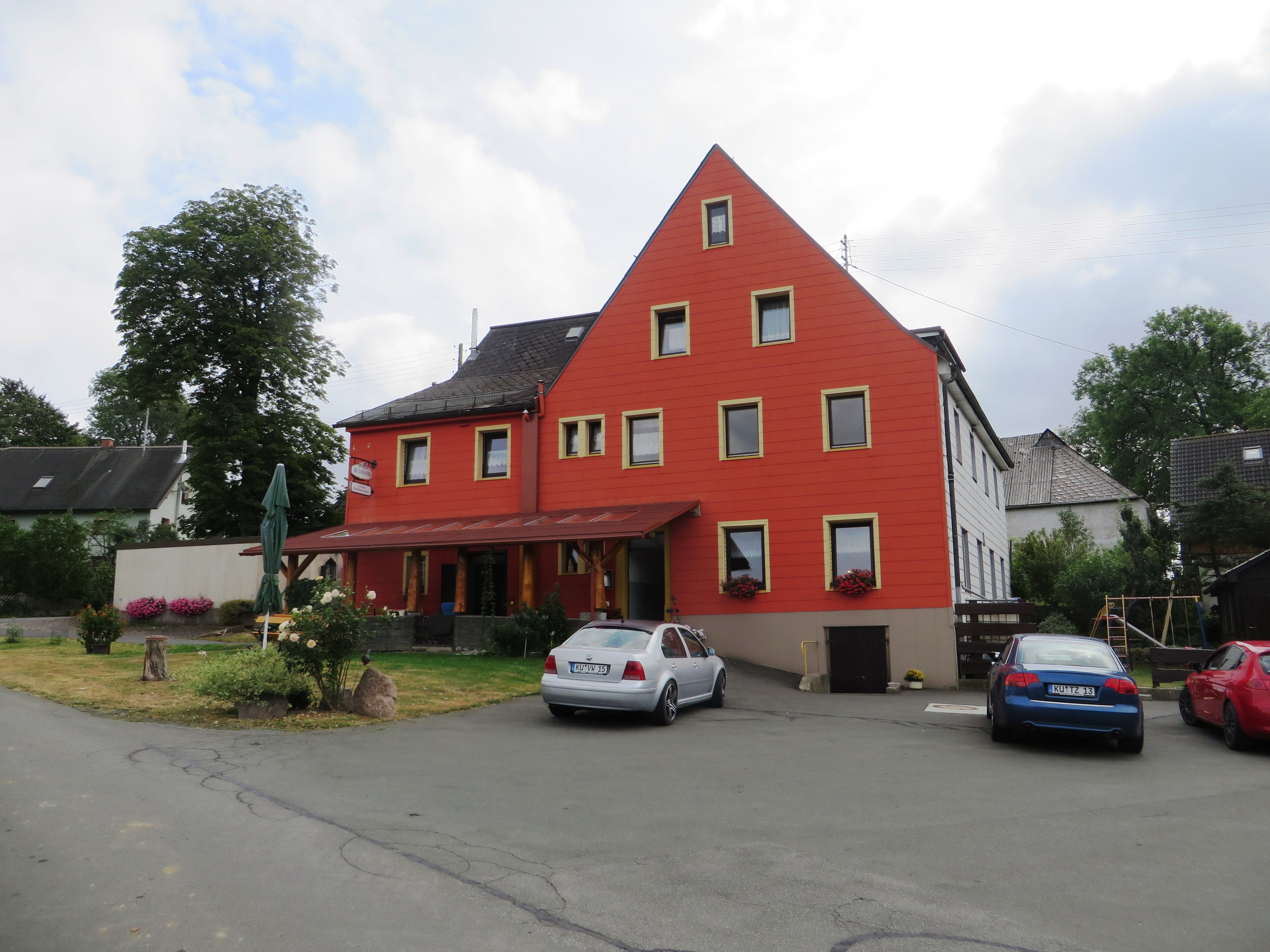
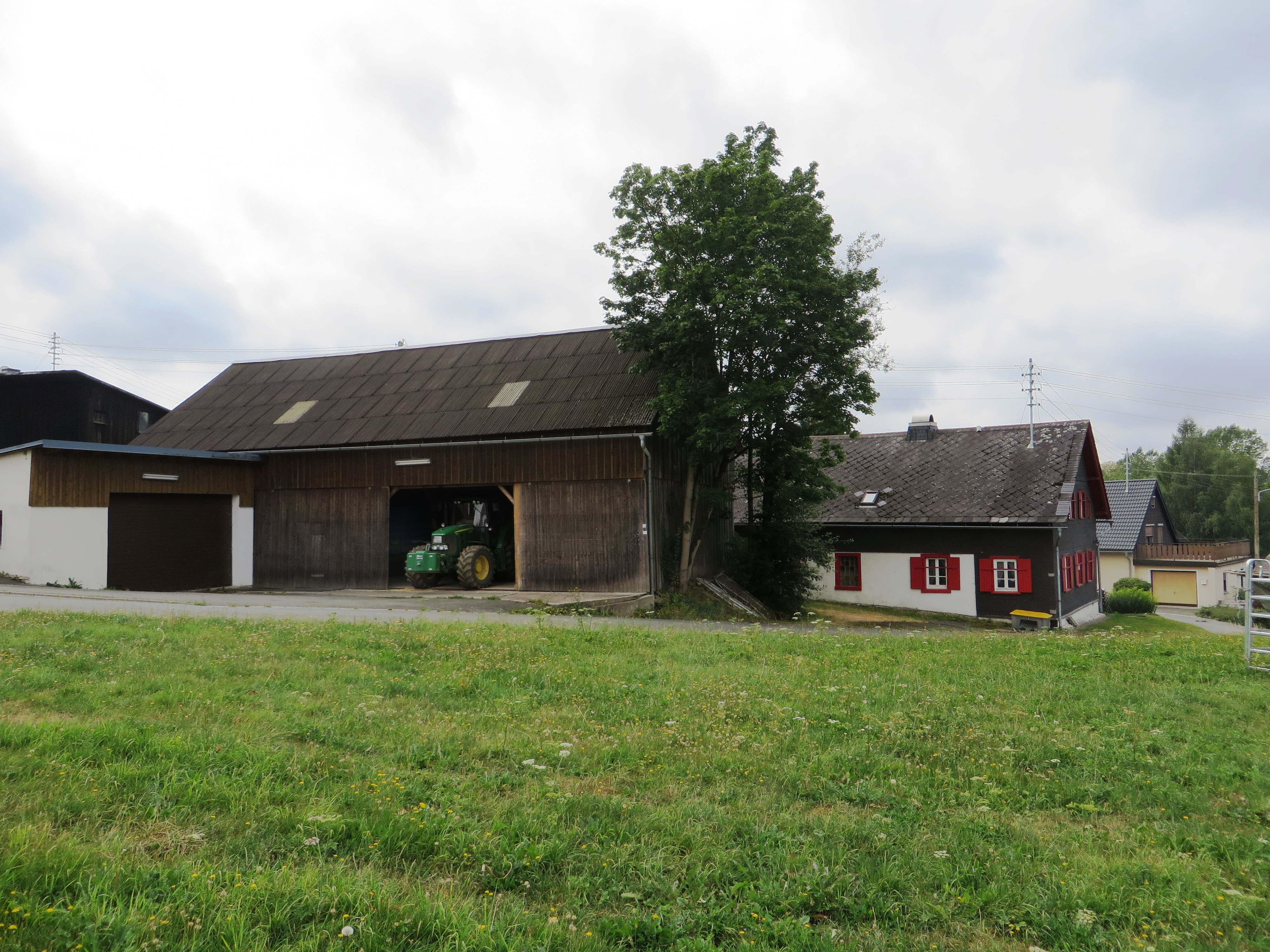
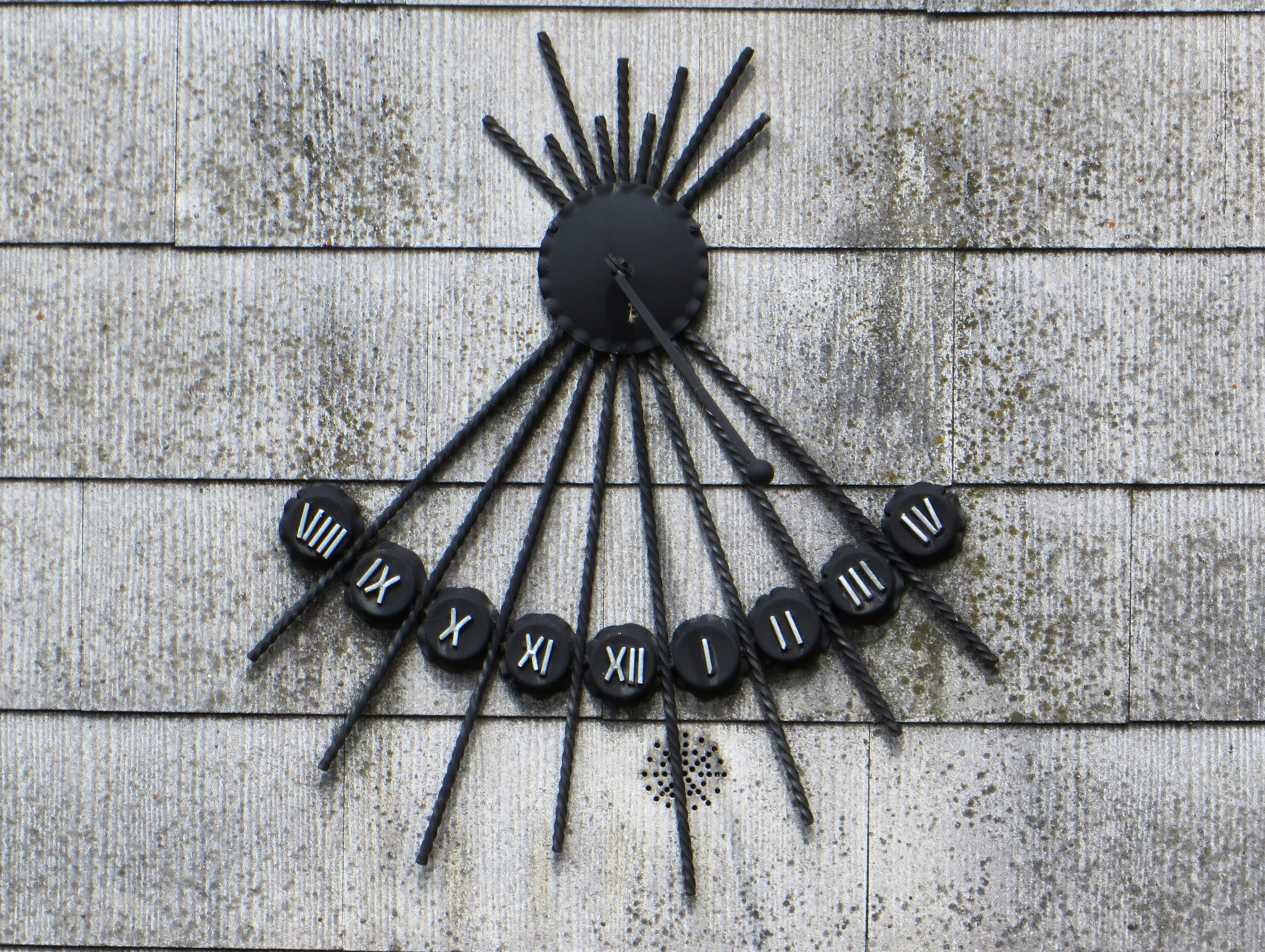
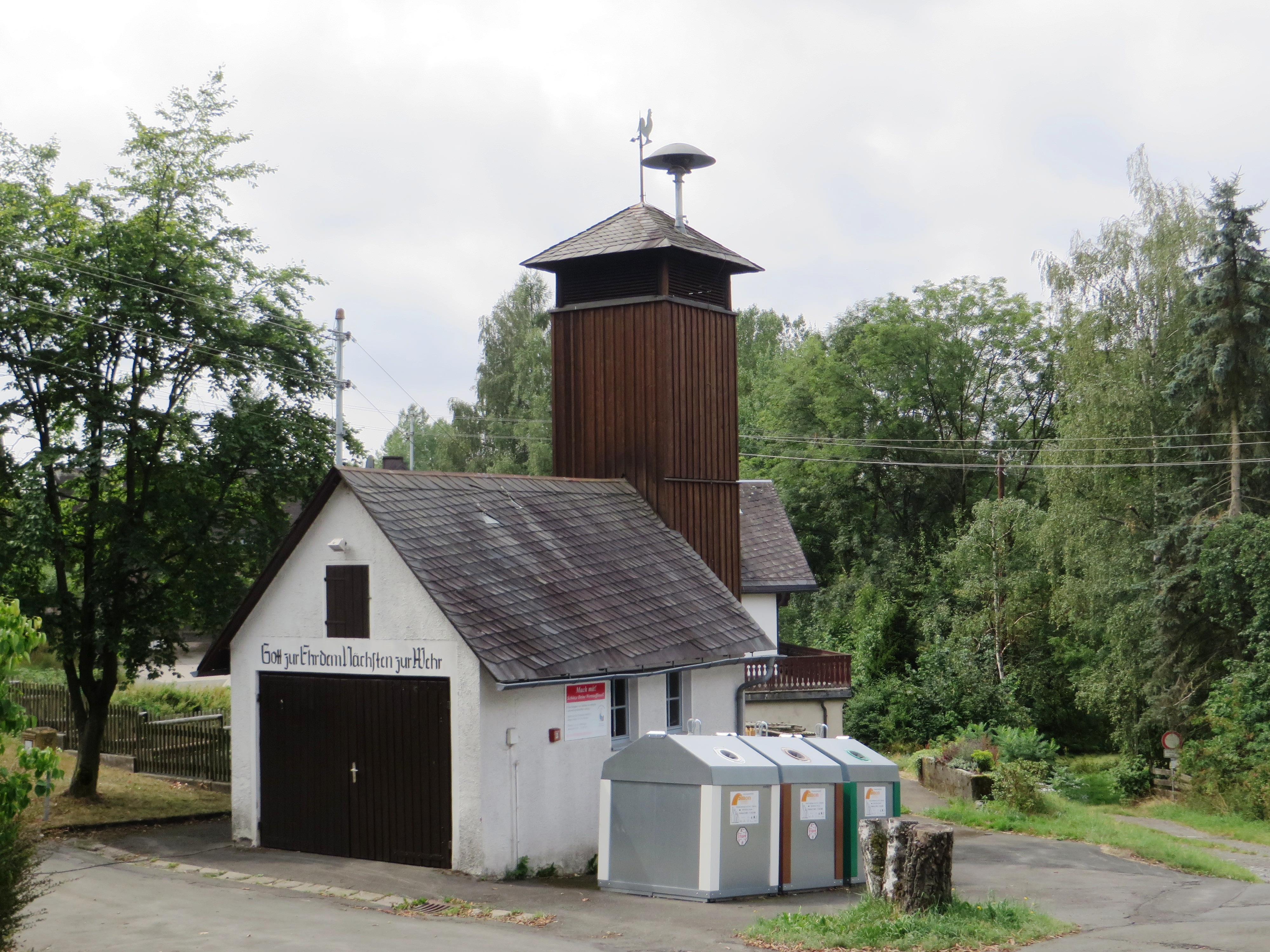
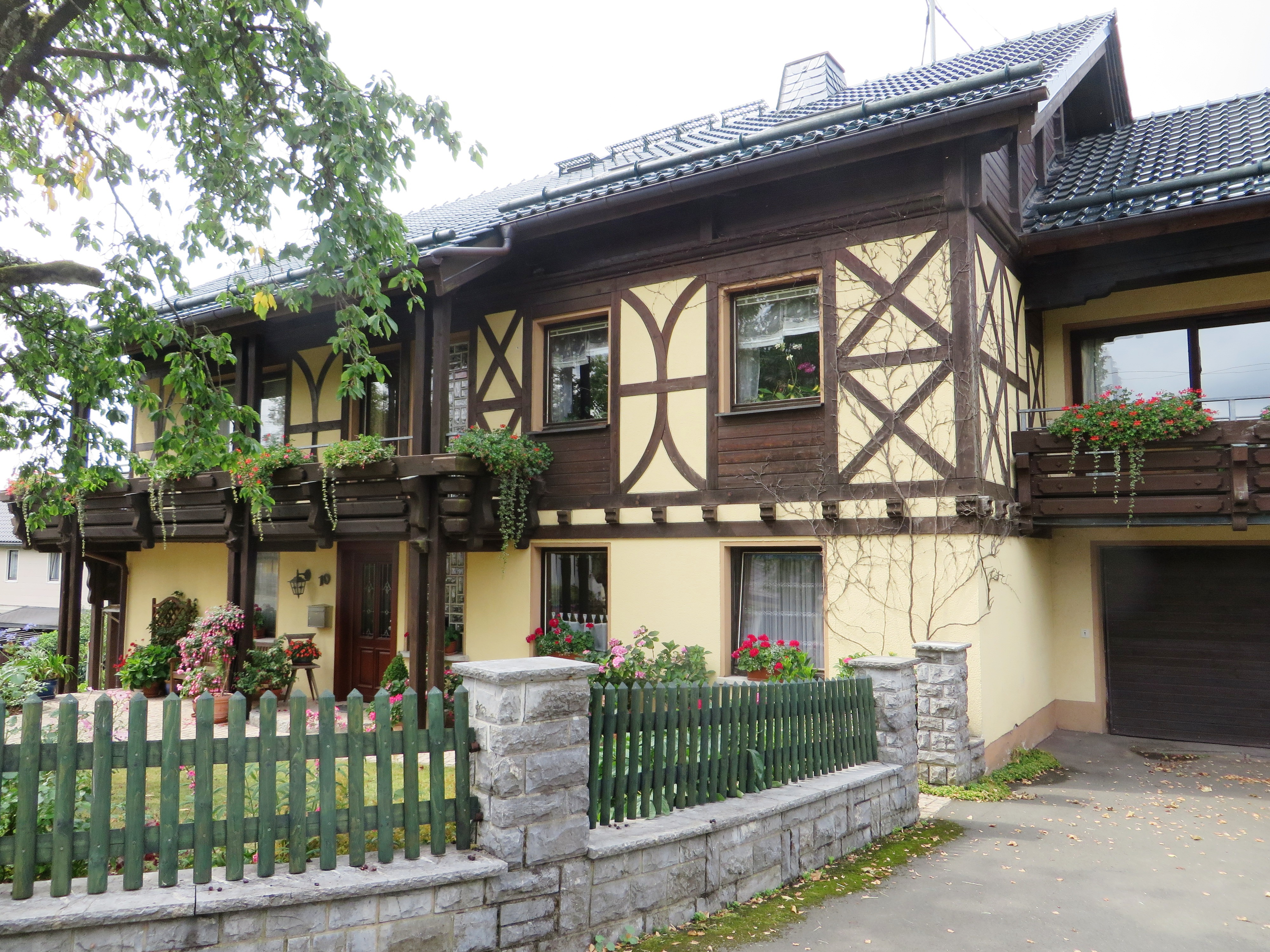